# Brahmanbaria

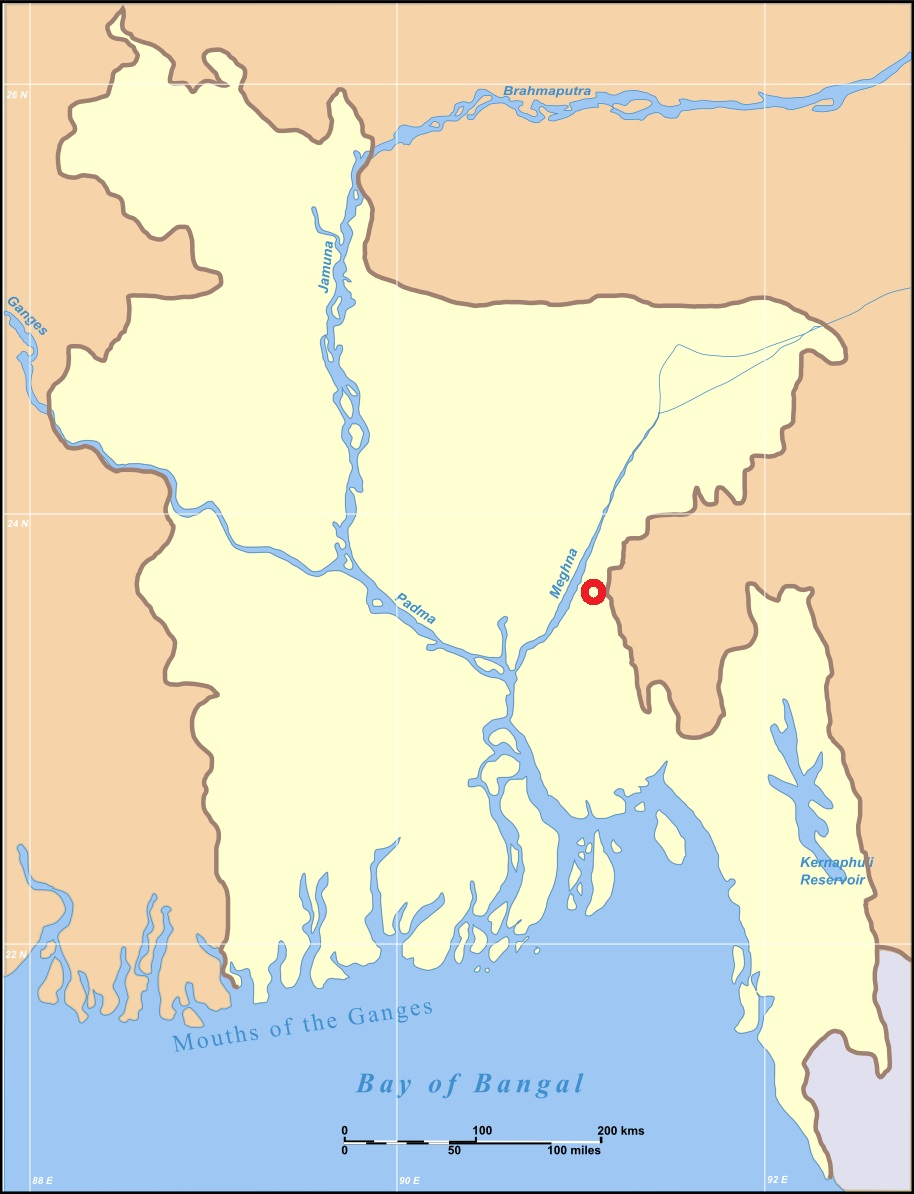
Brahmanbarias läge i Bangladesh.

Brahmanbaria är en stad i östra Bangladesh och är belägen i provinsen Chittagong. Staden (Brahmanbaria Paurashava) hade 172 017 invånare vid folkräkningen 2011, på en yta av 17,60 km². Hela storstadsområdet hade 193 814 invånare 2011, på en yta av 22,49 km². Staden ligger vid floden Titas. Brahmanbaria fick kommunrättigheter 1869.